# Szentpéterszeg
Szentpéterszeg é um município da Hungria, situado no condado de Hajdú-Bihar. Tem 25,51 km² de área e sua população em 2015 foi estimada em 1.111 habitantes.